# 波利尼
波利尼（法語：Poligny，法語發音：[pɔliɲi] ⓘ），法国东部城市，勃艮第-弗朗什-孔泰大区汝拉省的一个市镇，隶属于多勒区，其市镇面积为50.22平方公里，2022年1月1日时人口数量为4,089人，是该省人口第六多的市镇，在法国城市中排名第2,779位。
波利尼位于汝拉省中部，汝拉山西侧的山前冲积平原地带，是一个区域性的中心城市，穆沙尔—布雷斯地区布尔格铁路和多个方向的公路在此交汇。波利尼因当地众多的奶制品加工作坊而被称为“孔泰奶酪之都”（Capitale du Comté）。

## 地名来源
根据当地官方网站的论述，“Poligny”一名最初于公元870年以“Polemniacum”的形式被记载，该名称可能出自拉丁语人名“Poleminius”。法国境内还有多处以Poligny命名的市镇。

## 历史

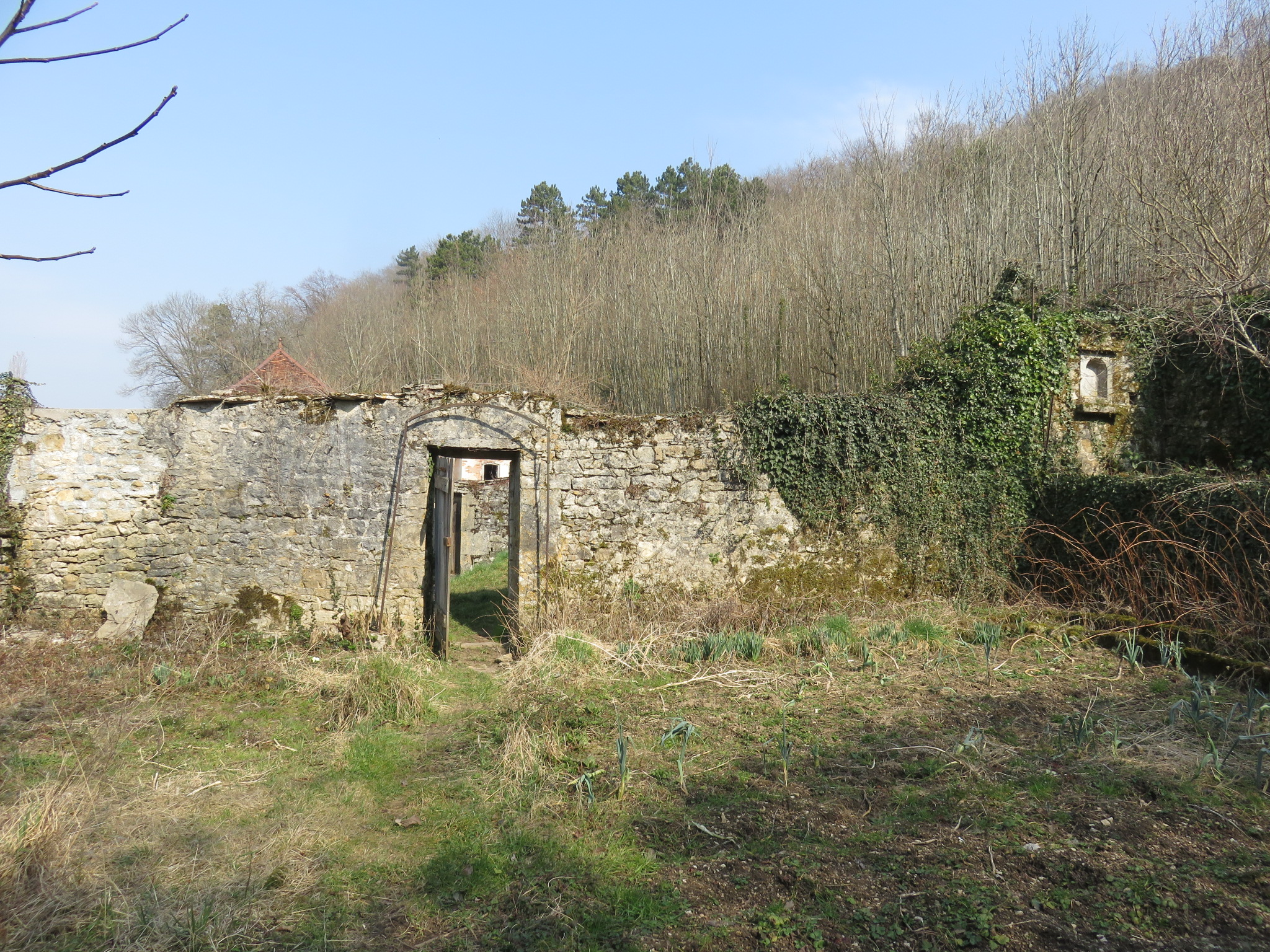
格里蒙城堡

波利尼的早期历史尚不清楚。根据当地官方网站的论述，波利尼附近的穆瓦东溶洞附近林地内曾发现青铜时期的墓穴，古典时期，该区域为塞夸尼人的活动范围。公元870年签订的《梅尔森条约》使得东西法兰克王国的分界线从波利尼附近经过。中世纪末期，当地领主在此兴建格里蒙城堡，此后在路易十一的支持下，城堡附近兴建了防御工事。三十年战争期间，路易十三带领的法兰西王国军队曾在波利尼附近与神圣罗马帝国军队发生两次交战，其间当地的修道院被烧毁。1643年，在路易十四的要求下，格里蒙城堡被拆除。1648年，根据《威斯特伐利亚和约》，波利尼及其所处的勃艮第伯国被法兰西王国继承。法国大革命后，波利尼成为汝拉省的一个市镇，并在1790至1795年间为该省的一个地区行署，后改建为副省会。工业革命期间，途径波利尼的穆沙尔—布雷斯地区布尔格铁路建成通车。19世纪末，波利尼附近发现石盐矿资源，波利尼盐场于1896年投产。1926年，根据庞加莱改革方案，波利尼副省会被撤销，波利尼区被拆分。波利尼盐场于1932年关闭。二战期间，波利尼境内出现了多个抵抗运动组织，保罗·克夫莱于1943年3月31日在此被纳粹德军杀害，1944年4月，纳粹德军又组织逮捕并流放了波利尼87名抵抗运动成员，战后当地修建了纪念碑，其镇中心的广场亦被更名“流放广场”。2018年3月，波利尼从隆斯勒索涅区划入多勒区。
在地方文化研究方面，波利尼的民间地方史爱好者于1984年创建了“波利尼遗产保护协会”（Association de sauvegarde du patrimoine polinois）。

## 地理

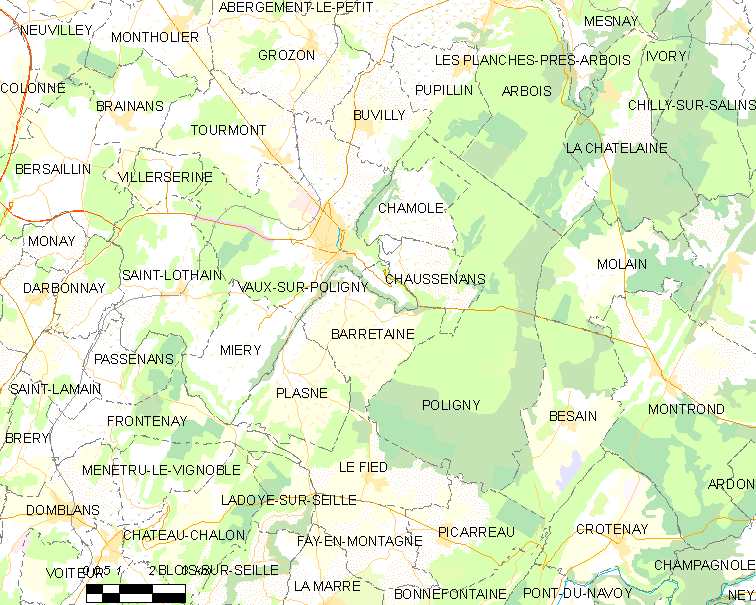
波利尼市镇范围地图

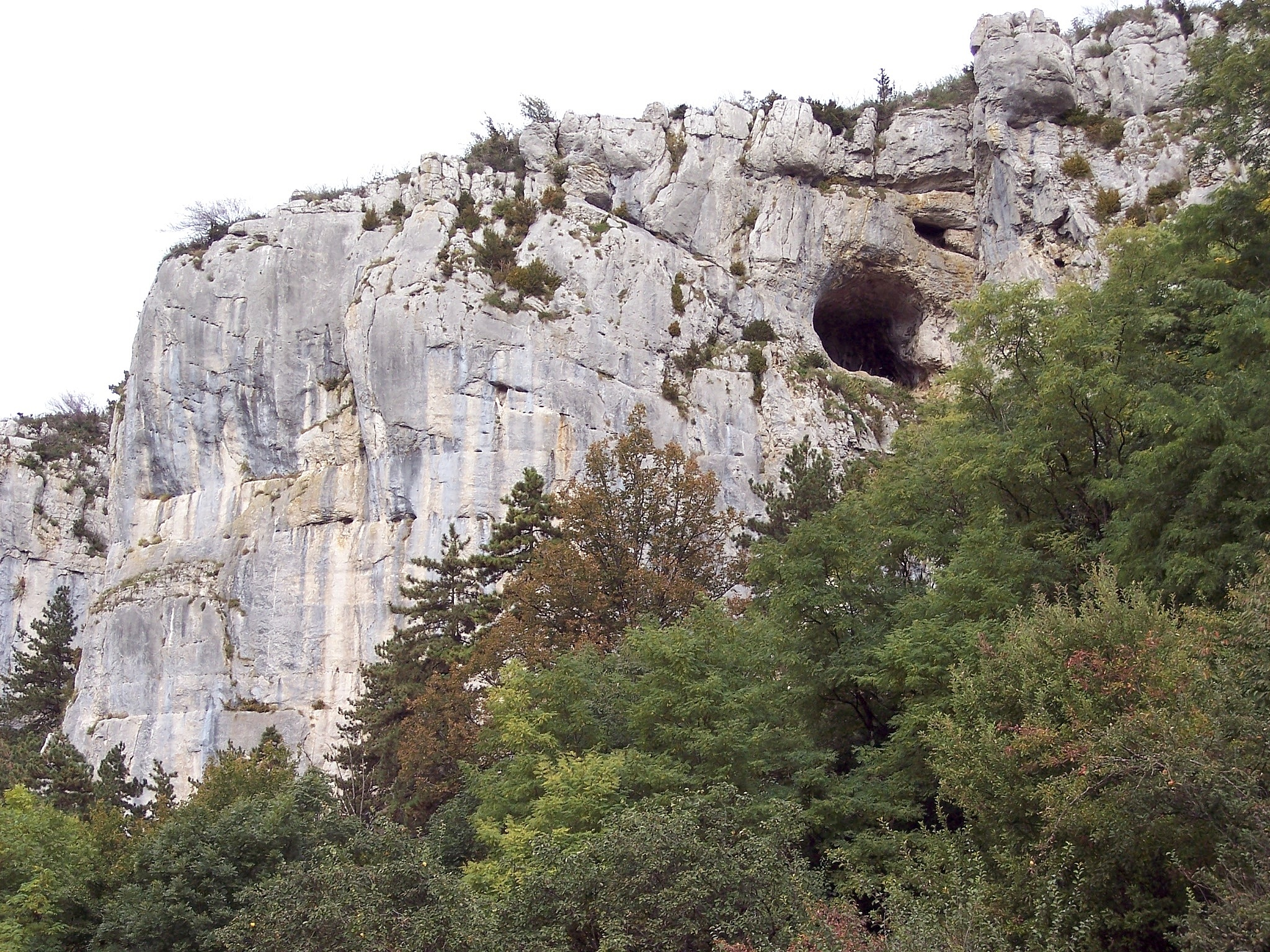
波利尼附近的一处岩体

波利尼位于法国东部，勃艮第-弗朗什-孔泰大区东部和汝拉省中部，距离省会隆斯勒索涅大约32公里。与波利尼接壤的市镇包括：伯桑、绍瑟南、格罗宗、比维利、沙莫勒、皮皮兰、阿尔布瓦、沃叙波利尼、米耶里、普拉讷、莫兰、巴尔泰讷、勒菲耶、皮卡罗、圣洛坦和图尔蒙。

### 地形
波利尼位于汝拉山西侧平原腹地，境内西侧以平原为主，东侧则多为山地和丘陵，市镇中心位于一处叫做“Grande Corniche”的山岭西侧山脚下，部分区域高差明显，全境海拔在252到626米之间。

### 水文
波利尼位于罗讷河流域范围内，奥兰河发源于市区南部并向西流出市境，另有格朗迪讷河（La Glantine）自东南向西北穿越镇中心。

### 植被
波利尼属于温带阔叶混交林区，林地广泛分布于河流附近及山地地区。
在鲜花城市的评比中，波利尼被评为2星级鲜花城市。

### 气候
波利尼在柯本气候分类法中属于带有大陆性特征的温带海洋性气候（Cfb）。
距离波利尼最近的常年气象站位于阿尔布瓦境内，以下为该气象站的数据（其中日照数据取自多勒气象站）：
| 阿尔布瓦 1981年－2019年 | 阿尔布瓦 1981年－2019年 | 阿尔布瓦 1981年－2019年 | 阿尔布瓦 1981年－2019年 | 阿尔布瓦 1981年－2019年 | 阿尔布瓦 1981年－2019年 | 阿尔布瓦 1981年－2019年 | 阿尔布瓦 1981年－2019年 | 阿尔布瓦 1981年－2019年 | 阿尔布瓦 1981年－2019年 | 阿尔布瓦 1981年－2019年 | 阿尔布瓦 1981年－2019年 | 阿尔布瓦 1981年－2019年 | 阿尔布瓦 1981年－2019年 |
| 月份                    | 1月                     | 2月                     | 3月                     | 4月                     | 5月                     | 6月                     | 7月                     | 8月                     | 9月                     | 10月                    | 11月                    | 12月                    | 全年                    |
| ----------------------- | ----------------------- | ----------------------- | ----------------------- | ----------------------- | ----------------------- | ----------------------- | ----------------------- | ----------------------- | ----------------------- | ----------------------- | ----------------------- | ----------------------- | ----------------------- |
| 历史最高温 °C（°F）     | 18 (64)                 | 21 (70)                 | 27 (81)                 | 29 (84)                 | 33 (91)                 | 38 (100)                | 40 (104)                | 39.5 (103.1)            | 34 (93)                 | 30 (86)                 | 24 (75)                 | 21.5 (70.7)             | 40 (104)                |
| 平均高温 °C（°F）       | 5.5 (41.9)              | 7.1 (44.8)              | 11.4 (52.5)             | 15.1 (59.2)             | 19.5 (67.1)             | 23 (73)                 | 25.6 (78.1)             | 25.2 (77.4)             | 20.9 (69.6)             | 16.2 (61.2)             | 9.9 (49.8)              | 6.3 (43.3)              | 15.5 (59.9)             |
| 日均气温 °C（°F）       | 2.4 (36.3)              | 3.5 (38.3)              | 7.2 (45.0)              | 10.3 (50.5)             | 14.5 (58.1)             | 17.7 (63.9)             | 20.2 (68.4)             | 19.8 (67.6)             | 16 (61)                 | 12.1 (53.8)             | 6.4 (43.5)              | 3.4 (38.1)              | 11.1 (52.0)             |
| 平均低温 °C（°F）       | −0.6 (30.9)             | 0 (32)                  | 2.9 (37.2)              | 5.4 (41.7)              | 9.6 (49.3)              | 12.5 (54.5)             | 14.7 (58.5)             | 14.4 (57.9)             | 11.1 (52.0)             | 8 (46)                  | 3 (37)                  | 0.4 (32.7)              | 6.8 (44.2)              |
| 历史最低温 °C（°F）     | −22 (−8)                | −21 (−6)                | −16 (3)                 | −5 (23)                 | −1 (30)                 | 1 (34)                  | 4 (39)                  | 5 (41)                  | 0 (32)                  | −4.5 (23.9)             | −9.5 (14.9)             | −16 (3)                 | −22 (−8)                |
| 平均降水量 mm（）       | 94.3 (3.71)             | 87.1 (3.43)             | 95.5 (3.76)             | 101.5 (4.00)            | 131.1 (5.16)            | 102.2 (4.02)            | 99.7 (3.93)             | 96.6 (3.80)             | 111.3 (4.38)            | 129.7 (5.11)            | 121.6 (4.79)            | 116.2 (4.57)            | 1,286.8 (50.66)         |
| 月均日照時數            | 53.8                    | 65.5                    | 173.5                   | 255.5                   | 152.8                   | 145.5                   | 258.8                   | 234.4                   | 210.8                   | 164.4                   | 49.8                    | 44.6                    | 1,809.4                 |
| 来源：infoclimat.fr     |                         |                         |                         |                         |                         |                         |                         |                         |                         |                         |                         |                         |                         |

## 行政区划
波利尼的市镇编号为39434，邮政编号为39800。
在行政管理方面，波利尼隶属于法国勃艮第-弗朗什-孔泰大区汝拉省多勒区；在地方选举方面，波利尼是波利尼县的中央投票站所在地，其市镇范围全境被划入汝拉省第一选区；在社会管理方面，波利尼是阿尔布瓦-波利尼-萨兰汝拉之心市镇公共社区的办公驻地。
截至2023年11月，波利尼市镇范围内暂无任何城市敏感街区及城市政策优先街区。
法国国家统计与经济研究所（简称）在进行数据统计时，将波利尼市镇单独设为波利尼城市核心区（Unité urbaine de Poligny），并将包括核心区在内的周边共8个市镇划为波利尼城市区（Aire urbaine de Poligny）。自2020年起，波利尼城市区被包含22个市镇的波利尼城市辐射区代替。此外，还将波利尼市镇整体看作一个“块区”（IRIS），以便于统计人口分布情况。

## 交通

### 公路
法国国道N5线和N83线经过波利尼，另有汝拉省省道D57线、D68线、D256线、D257线、D259线和D905线在波利尼境内交汇。勃艮第-弗朗什-孔泰大区城际客运LR320线和定制巴士TAD376线经停波利尼，分别可通往多勒和尚帕尼奥勒等地。
| 7 | 11 |

| 4 | 62 |

| 隆斯勒索涅 | 28 |

| 布莱特朗 | 26 |

| 多勒 | 38 |

| 尚帕尼奥勒 | 22 |

| 贝桑松 | 57 |

| 阿尔布瓦 | 11 |

2020年，67.4%的波利尼家庭拥有至少一辆私人汽车。2021年，波利尼境内共发生各类交通事故5起，造成9人受伤，其中4人重伤。

### 铁路

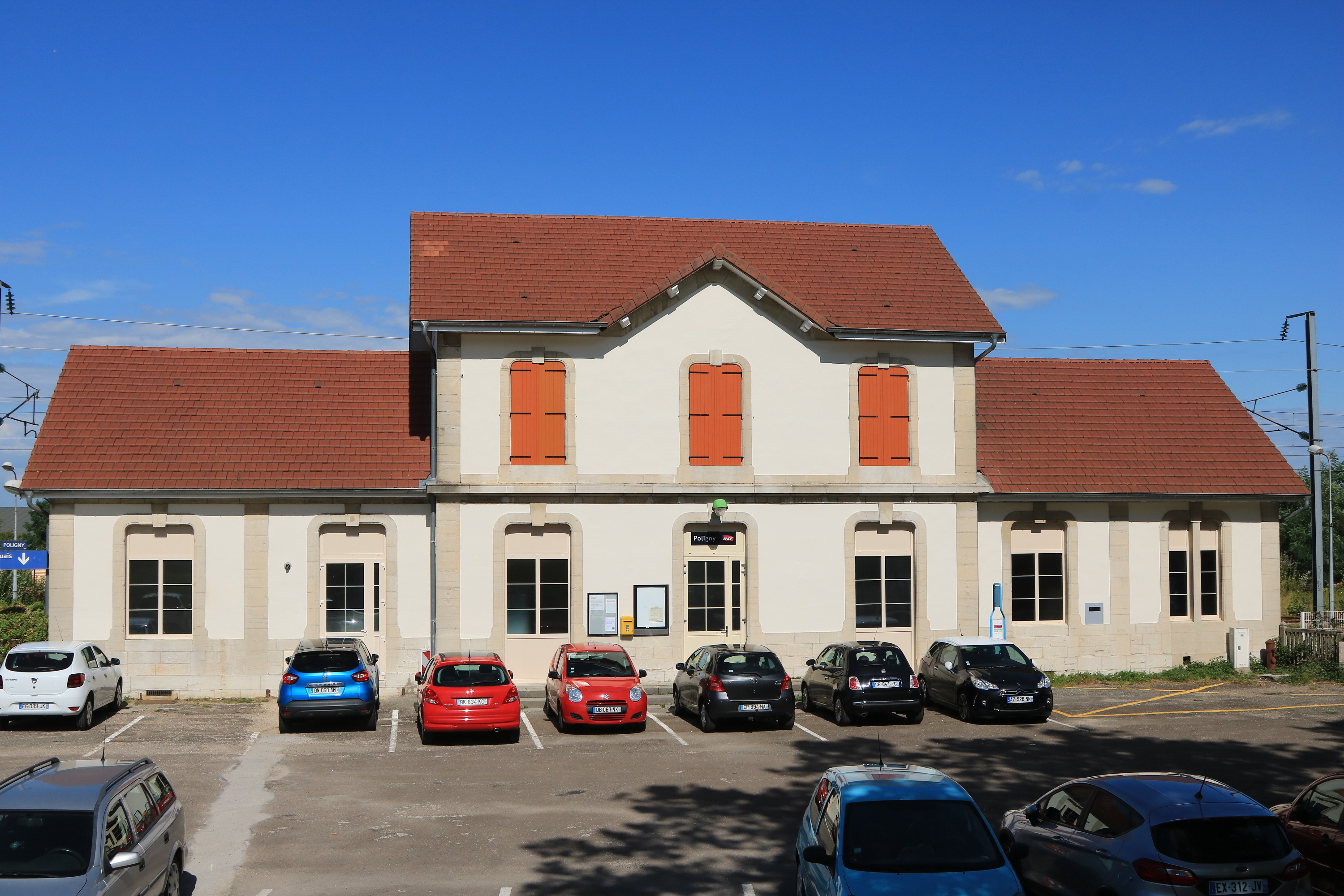
波利尼火车站

波利尼位于穆沙尔—布雷斯地区布尔格铁路上。波利尼站位于市区西北部，停靠往返于隆斯勒索涅和贝桑松一线的区域列车，部分班次可直通贝尔福、布雷斯地区布尔格及里昂。

### 航空
距离波利尼最近的民用航空站为37公里外的多勒机场。

### 城市公共交通
截至2023年11月，波利尼暂无城市公共交通系统。

## 政治

### 市政内阁

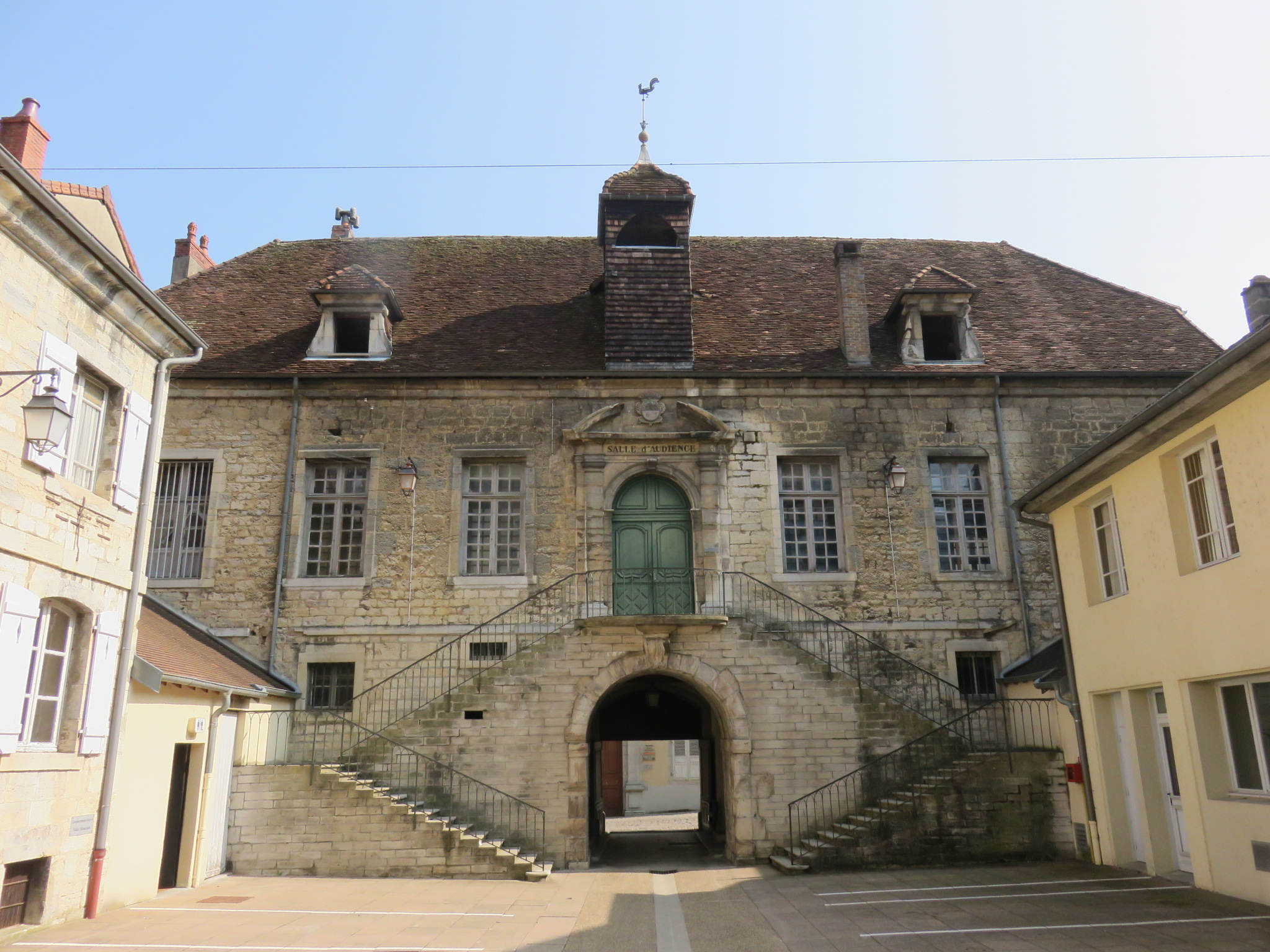
波利尼市政厅

波利尼的现任市长为多米尼克·博内先生（Dominique BONNET），他是一名右翼无党派人士，在2020年的市政选举中获得了54.43%的支持率。
| [[File:\|20px]] 波利尼历届市长 | [[File:\|20px]] 波利尼历届市长      | [[File:\|20px]] 波利尼历届市长               |
| 任期                           | 市长                                | 党派                                         |
| ------------------------------ | ----------------------------------- | -------------------------------------------- |
| 1944年－1946年                 | Georges BOISSON 乔治·布瓦松         | 不详                                         |
| 1946年－1947年                 | Claude FAUSSURIER 克洛德·福叙里耶   | 不详                                         |
| 1947年－1965年                 | Georges CURASSON 乔治·屈拉松        | 不详                                         |
| 1965年－1977年                 | Jacques POTHIER 雅克·波蒂埃         | 不详                                         |
| 1977年－1983年                 | Noël BOURGEOIS-PIN 诺埃尔·布儒瓦-潘 | 不详                                         |
| 1983年－1994年                 | Pierre TINGUELY 皮埃尔·坦格利       | UDF法国民主联盟 →CDS社会民主中心             |
| 1994年－2001年                 | Jean-Claude COLLIN 让-克洛德·科兰   | PCF法国共产党                                |
| 2001年－2008年                 | Yves-Marie LEHMANN 伊夫-马里·莱曼   | RPR保衛共和聯盟 →UMP人民运动联盟             |
| 2008年－                       | Dominique BONNET 多米尼克·博内      | UMP人民运动联盟 →LR共和黨 →DVD右翼无党派人士 |

### 各级选举
| 波利尼历届投票选举结果 | 波利尼历届投票选举结果 | 波利尼历届投票选举结果 | 波利尼历届投票选举结果              | 波利尼历届投票选举结果              | 波利尼历届投票选举结果 | 波利尼历届投票选举结果              | 波利尼历届投票选举结果              | 波利尼历届投票选举结果 | 波利尼历届投票选举结果 |
| 选举项目               | 选举范围               | 选区单位               | 选区单位内的选举结果                | 选区单位内的选举结果                | 选区单位内的选举结果   | 选区单位内的选举结果                | 选区单位内的选举结果                | 选区单位内的选举结果   | 参考资料               |
| 选举项目               | 选举范围               | 选区单位               | 第一轮胜出者                        | 第一轮胜出者                        | 支持率                 | 第二轮胜出者                        | 第二轮胜出者                        | 支持率                 | 参考资料               |
| ---------------------- | ---------------------- | ---------------------- | ----------------------------------- | ----------------------------------- | ---------------------- | ----------------------------------- | ----------------------------------- | ---------------------- | ---------------------- |
| 2017年法國總統選舉     | 法國                   | 市镇                   |                                     | 埃马纽埃尔·马克龙                   | 24.88%                 |                                     | 埃马纽埃尔·马克龙                   | 72.91%                 | [ 29 ]                 |
| 2017年法国立法选举     | 汝拉省第一选区         | 市镇                   |                                     | 达妮埃尔·布吕勒布瓦                 | 37.1%                  |                                     | 达妮埃尔·布吕勒布瓦                 | 58.68%                 | [ 29 ]                 |
| 2019年欧洲议会选举     | 法國                   | 市镇                   |                                     | 纳塔莉·卢瓦索                       | 26.4%                  | （不适用）                          | （不适用）                          | （不适用）             | [ 31 ]                 |
| 2021年法国省级选举     |                        | 县                     |                                     | 多米尼克·沙吕莫 克里丝泰勒·莫尔布瓦 | 62.41%                 |                                     | 多米尼克·沙吕莫 克里丝泰勒·莫尔布瓦 | 60.84%                 | [ 32 ]                 |
| 2021年法国省级选举     | 市镇                   |                        | 多米尼克·沙吕莫 克里丝泰勒·莫尔布瓦 | 61.98%                              |                        | 多米尼克·沙吕莫 克里丝泰勒·莫尔布瓦 | 60.76%                              |                        | [ 32 ]                 |
| 2021年法国大区选举     |                        | 市镇                   |                                     | 玛丽-吉特·迪费                      | 35.81%                 |                                     | 玛丽-吉特·迪费                      | 55.13%                 | [ 33 ]                 |
| 2022年法国总统选举     | 法國                   | 市镇                   |                                     | 埃马纽埃尔·马克龙                   | 30.07%                 |                                     | 埃马纽埃尔·马克龙                   | 66.57%                 | [ 29 ]                 |
| 2022年法国立法选举     | 汝拉省第一选区         | 市镇                   |                                     | 达妮埃尔·布吕勒布瓦                 | 38.37%                 |                                     | 达妮埃尔·布吕勒布瓦                 | 53.97%                 | [ 29 ]                 |

## 人口
2020年，波利尼市镇人口数量为4,013，在法国排名第2,779位。其中男性1,866人，女性2,147人，75岁及以上人口占11.1%，外籍人口数量为237人，人口密度为80人/平方公里，当地居民被称为（男性）或（女性）。2021年，波利尼境内出生19人，死亡人口51人。
| 波利尼1901年－2020年人口变化情况 |
|                                  |
| 数据来源：Cassini、INSEE         |

## 经济

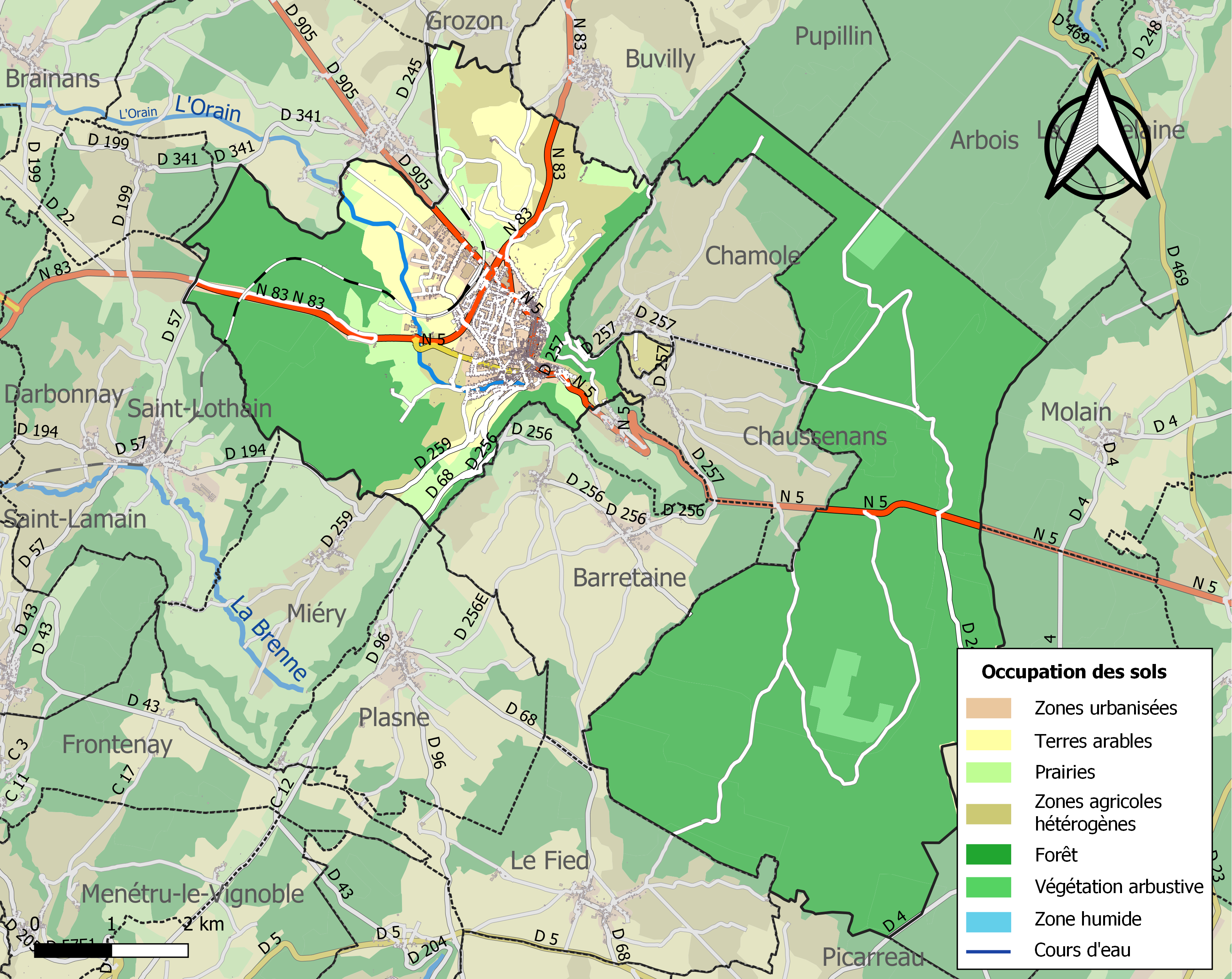
波利尼土地利用情况地图

波利尼是一个区域性的中心城市。截至2023年11月，波利尼市镇范围内共有各类用人单位（包含自雇）754家，平均历史为20年，其中97.9%为中小型企业（PME），2023年9月至11月间，当地的经济活力指数为0。（奶酪加工）、（奶酪加工）及（工具制造）是当地2021年营业额最高的三个企业，分别为344,655,785欧元、111,355,116欧元和47,145,398欧元。

## 财政与居民收入
2021年，波利尼的财政收入总额为5,069,690欧元，财政支出总额为3,799,580欧元，当年的债务总额为2,674,610欧元。2021年，波利尼市镇通过增值税获得364,420欧元的收入，此外当地还共获得了1,321,790欧元的国家直接财政补助。
2019年，波利尼的人均月收入总额为2,085欧元，其中高级职员为3,853欧元，低于法国平均水平（4,230欧元）；中级职员为2,218欧元，低于法国平均水平（2,411欧元）；普通职员为1,756欧元，高于法国平均水平（1,740欧元）。
2020年，波利尼境内的贫困率为14%，青壮年（15至64岁）失业率为11.3%；2022年，当地41.6%的家庭拥有纳税资格，平均纳税2,546欧元，低于法国平均水平（4,393欧元）。

## 社会事务

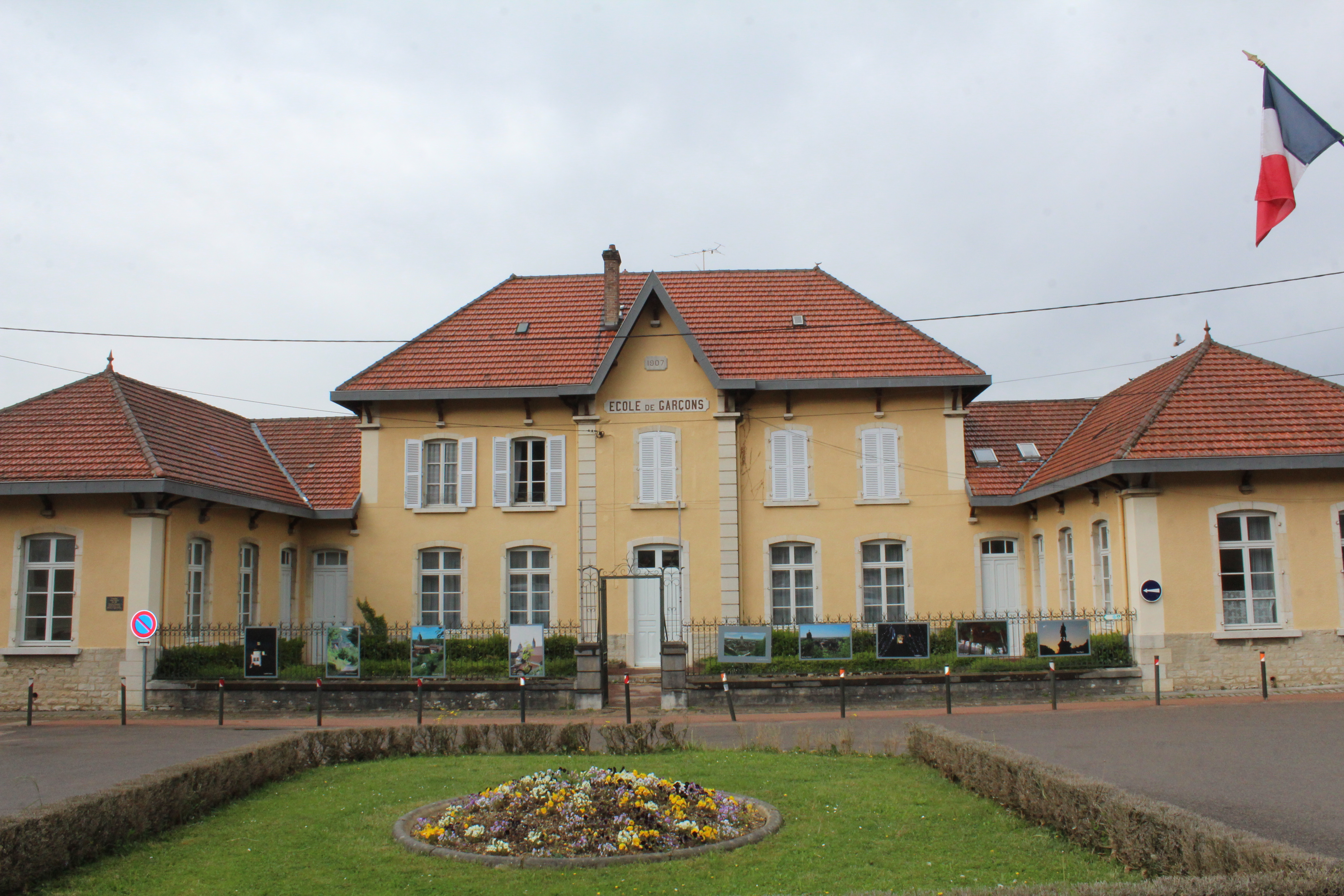
波利尼的一所学校

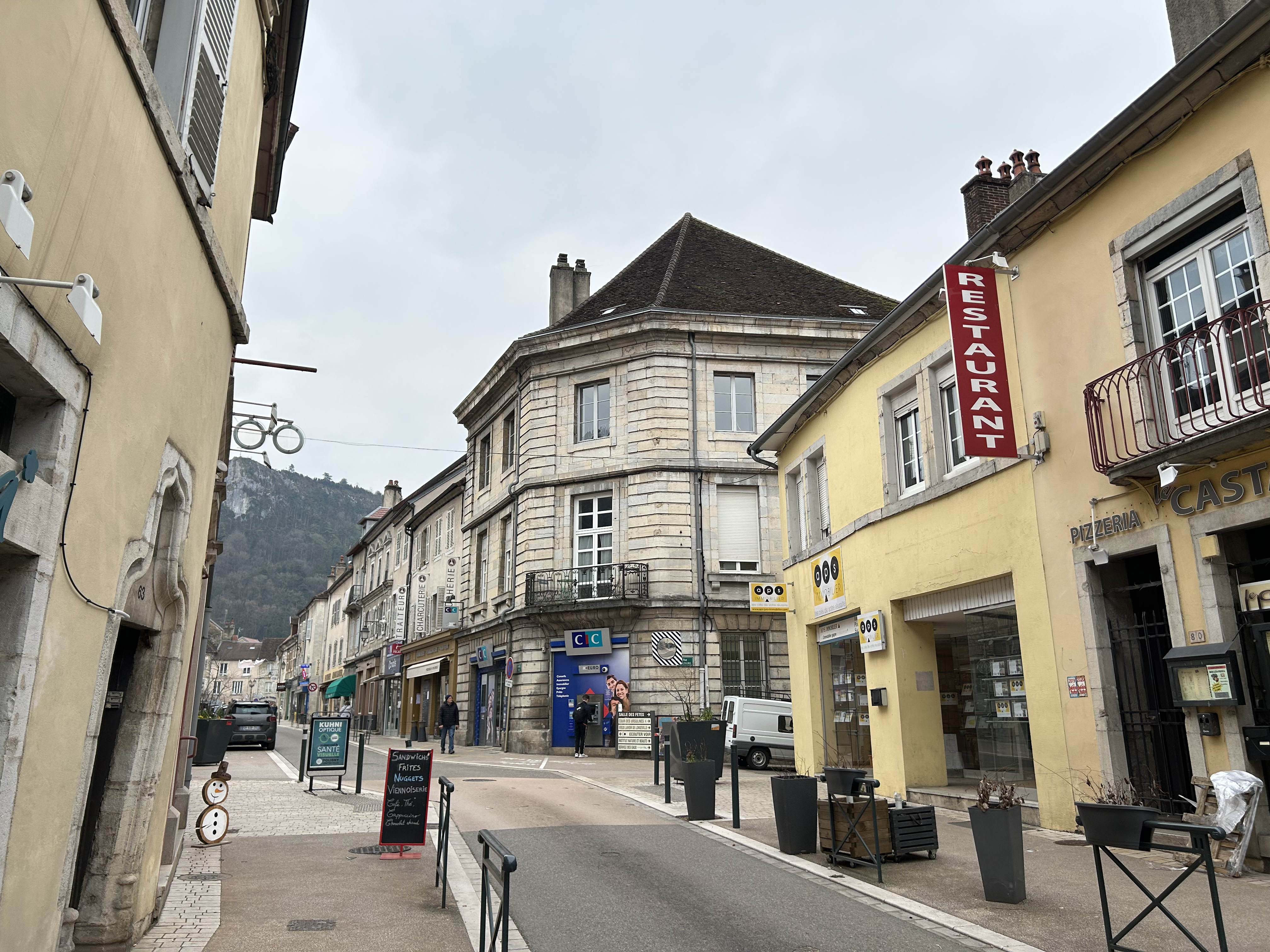
格朗德街

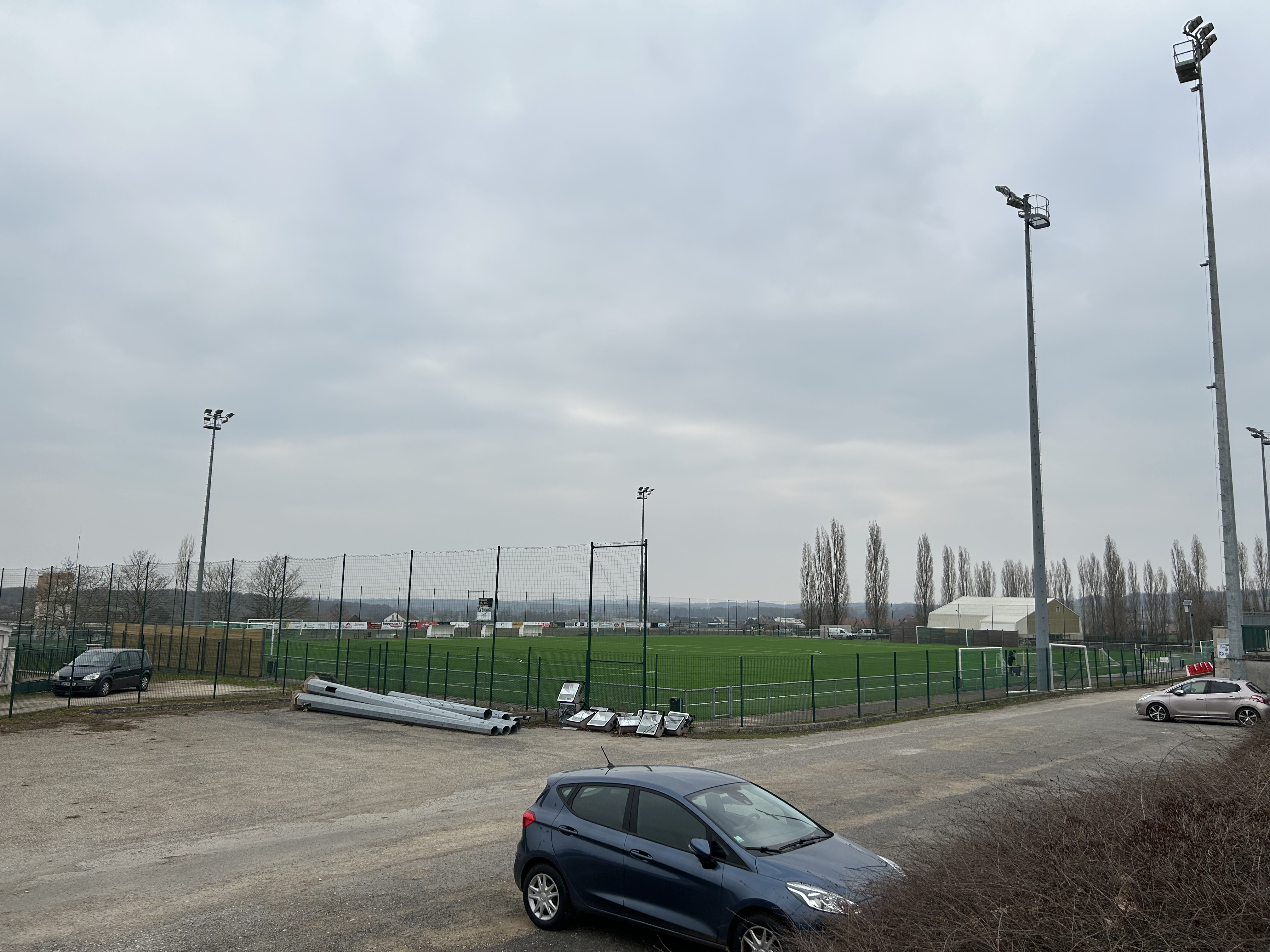
皮埃尔·坦格利体育中心

### 教育
波利尼属于贝桑松学区。截至2021年1月1日，波利尼境内共有1所幼儿园、2所小学、2所初级中学、1所普通高中和1所农业高中。2021至2022学年度，波利尼境内共有在校中等教育阶段学生1,234名。

### 医疗
截至2021年1月1日，波利尼境内共有全科医生7名、保健师7名、牙医5名、护士8名和皮肤科医生1名。境内共有药房3家、养老院1家。
勒韦尔蒙地区市际中心医院（Centre Hospitalier Intercommunal du Pays du Revermont）成立于2017年，该院在波利尼市区设有一家含155个床位的老年康复中心（EHPAD）。
距离波利尼最近的区域性医疗机构为南汝拉中心医院（Centre Hospitalier Jura Sud），其主病区隆斯勒索涅中心医院位于隆斯勒索涅市中心，距离波利尼市区的正常车程大约26分钟，该院设有床位551个。

### 住房
2020年，波利尼境内共有各类住房2,437套，其中49.5%为独立式居民区，50.0%为集中式居民区。常住房屋占波利尼市镇范围内居民建筑总量的84.5%。
在住房保障政策方面，2022年，波利尼境内共有511户家庭获得了住房经济补助，受益人数占总人口数量的14.3%，其中503份为房租补助。

### 商业
2021年，波利尼境内共有各类实体商铺123家，其中餐厅17家、大型超市2家、杂货店5家、面包房3家、肉铺4家、书店2家、装饰品店1家、银行门店4家、美容美发店7家、汽车维修店9家。波利尼市区西部建有一家Intermarché商场，市区西北部则有一家Colruyt超市。

### 体育
2021年，波利尼境内共有2家游泳池、2间体育馆、1座综合体育场、4处网球场、1处足球或橄榄球场以及2处篮球或排球场。
截至2023年11月，波利尼格里蒙足球俱乐部（Poligny Grimont Football Club，编号580579）是波利尼境内唯一的一家注册足球俱乐部，其主队2023至2024赛季参加勃艮第-弗朗什-孔泰大区足球联赛乙组（法国第七级别），其主场为皮埃尔·坦格利体育中心（complexe sportif Pierre-Tinguely）。

### 环境
波利尼的环境事务由其所属的阿尔布瓦-波利尼-萨兰汝拉之心市镇公共社区联合各级政府协调负责。2021年，波利尼境内暂无污染企业。

### 治安
2021年，波利尼市镇范围内有1处宪兵队。
波利尼及其附近的共201个市镇是多勒国家宪兵队（zone gendarmerie de Dole）的管辖范围。2020年，该宪兵队累计记录各类案件2,603起，其中盗窃类案件1,314起，经济类案件404起，毒品交易类案件87起。

## 文化
2021年，波利尼境内共有1家电影院和1家博物馆。波利尼境内建有多媒体中心（Médiathèque de Poligny），每周二至六向公众开放。

### 建筑
波利尼境内有多处历史建筑，其中圣伊波利特大教堂、穆蒂耶勒维耶亚尔圣母教堂、波利尼剧场等为法国国家文物保护单位。

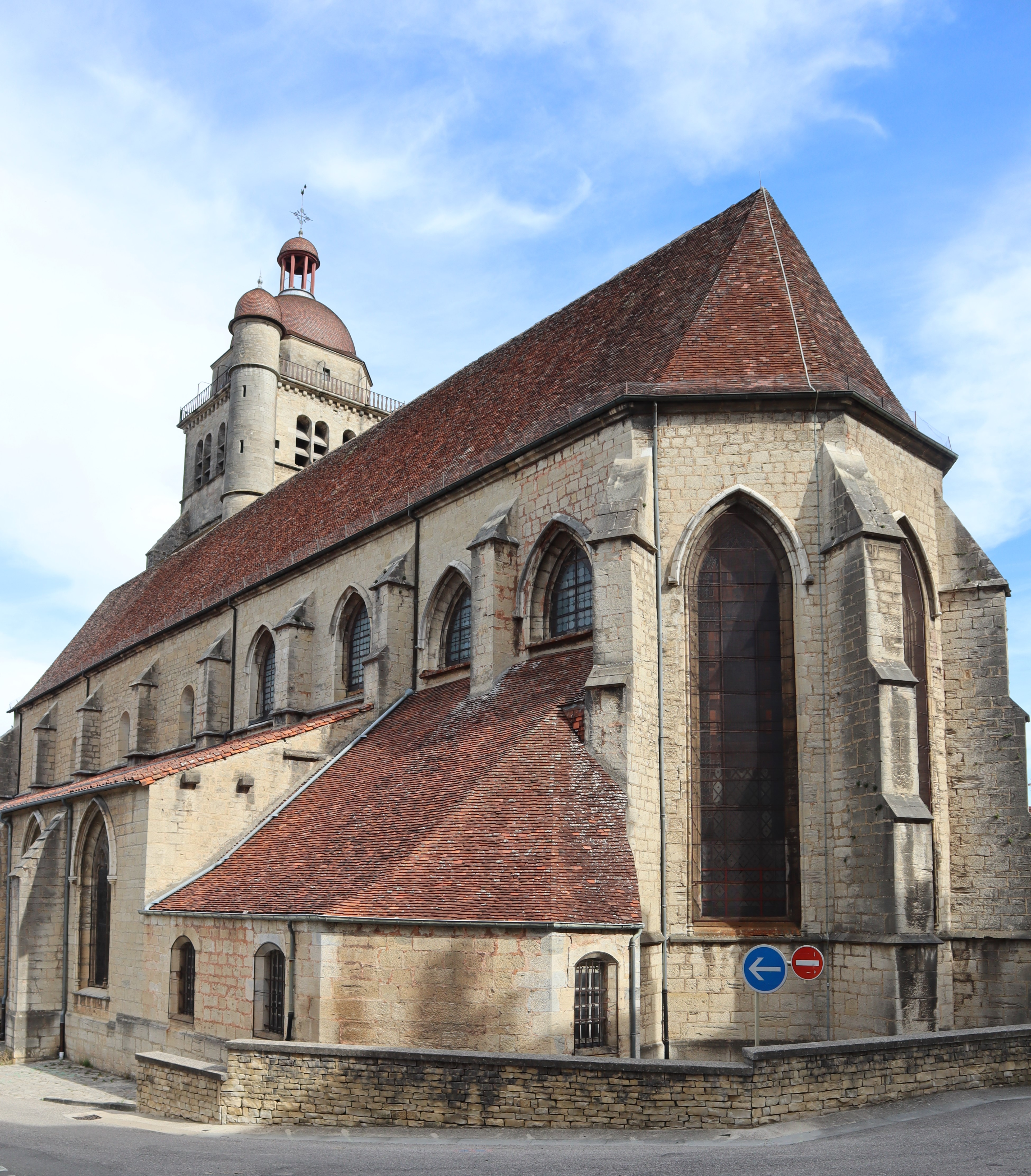
圣伊波利特大教堂（法语：Collégiale Saint-Hippolyte de Poligny）
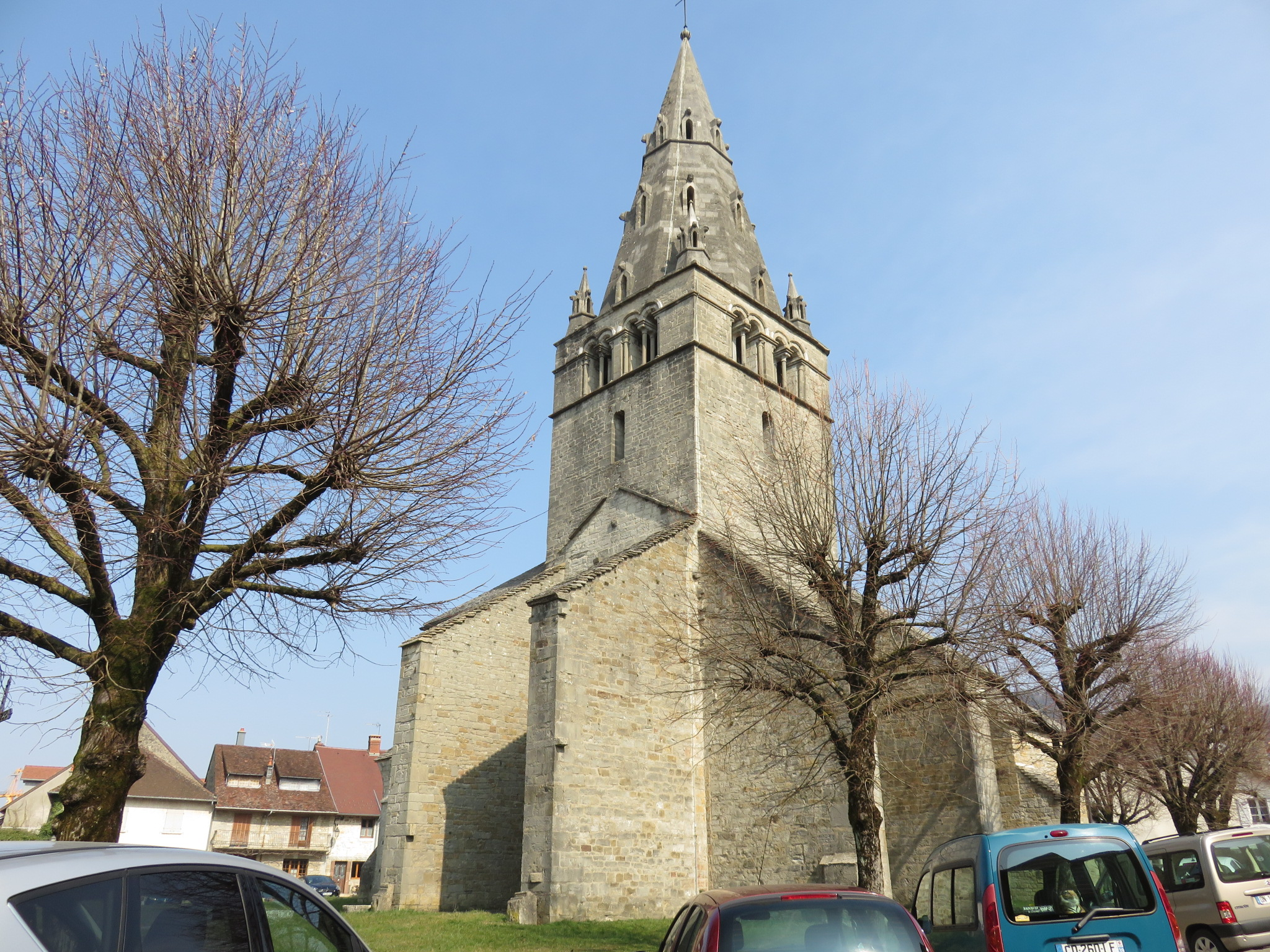
穆蒂耶勒维耶亚尔圣母教堂（法语：Église Notre-Dame de Mouthier-le-Vieillard）
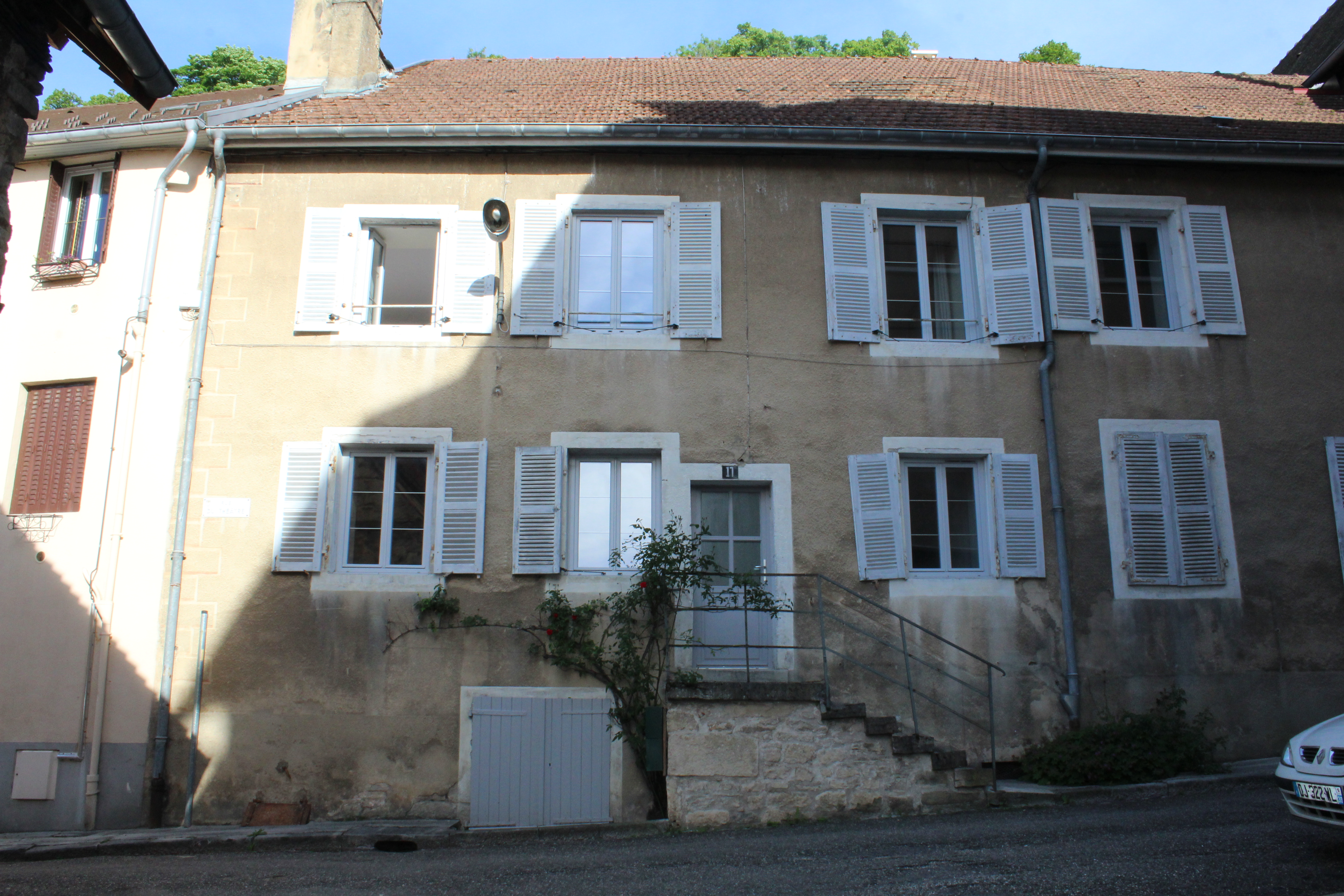
剧场
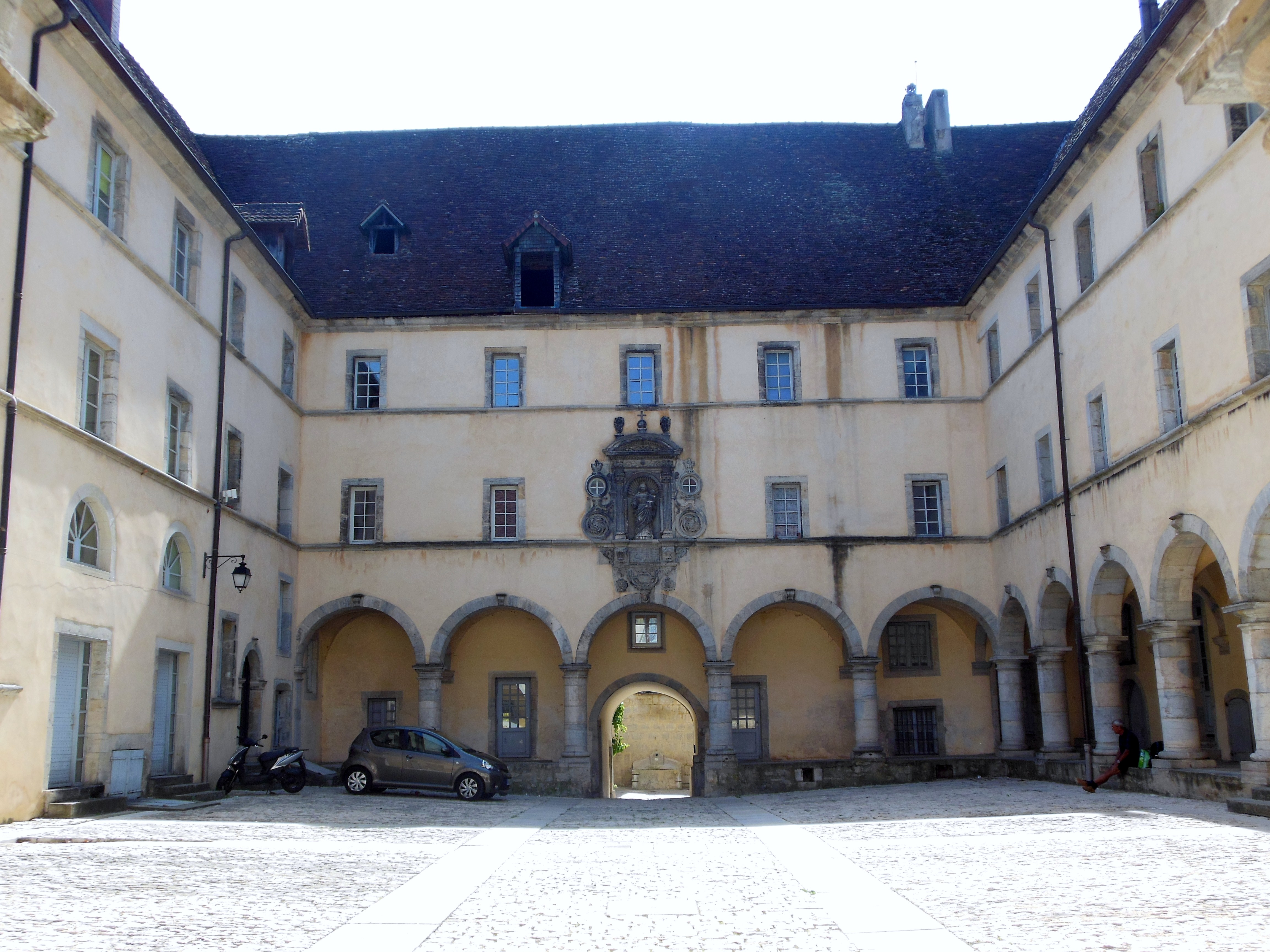
教会堂
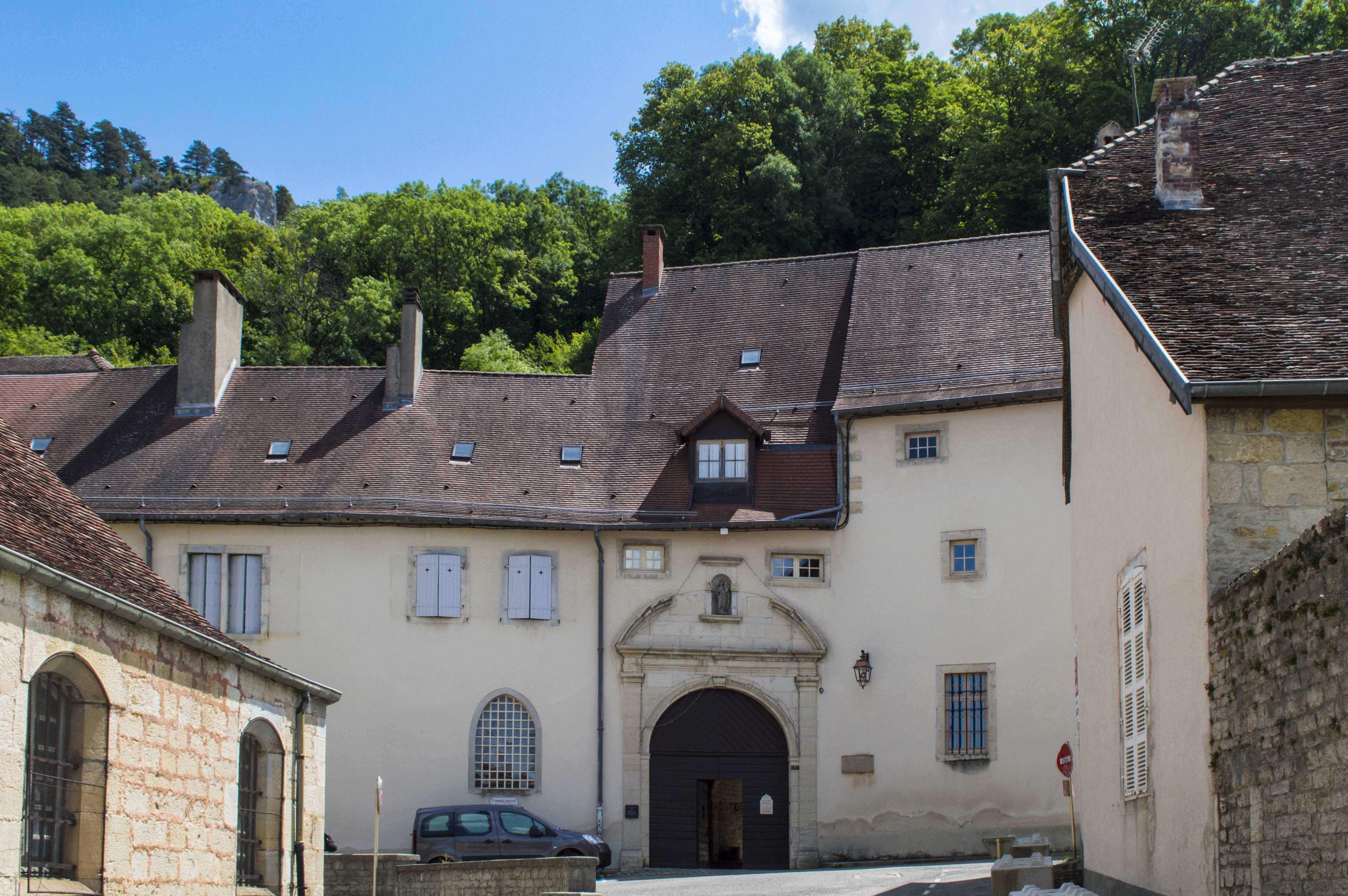
圣克莱尔修道院
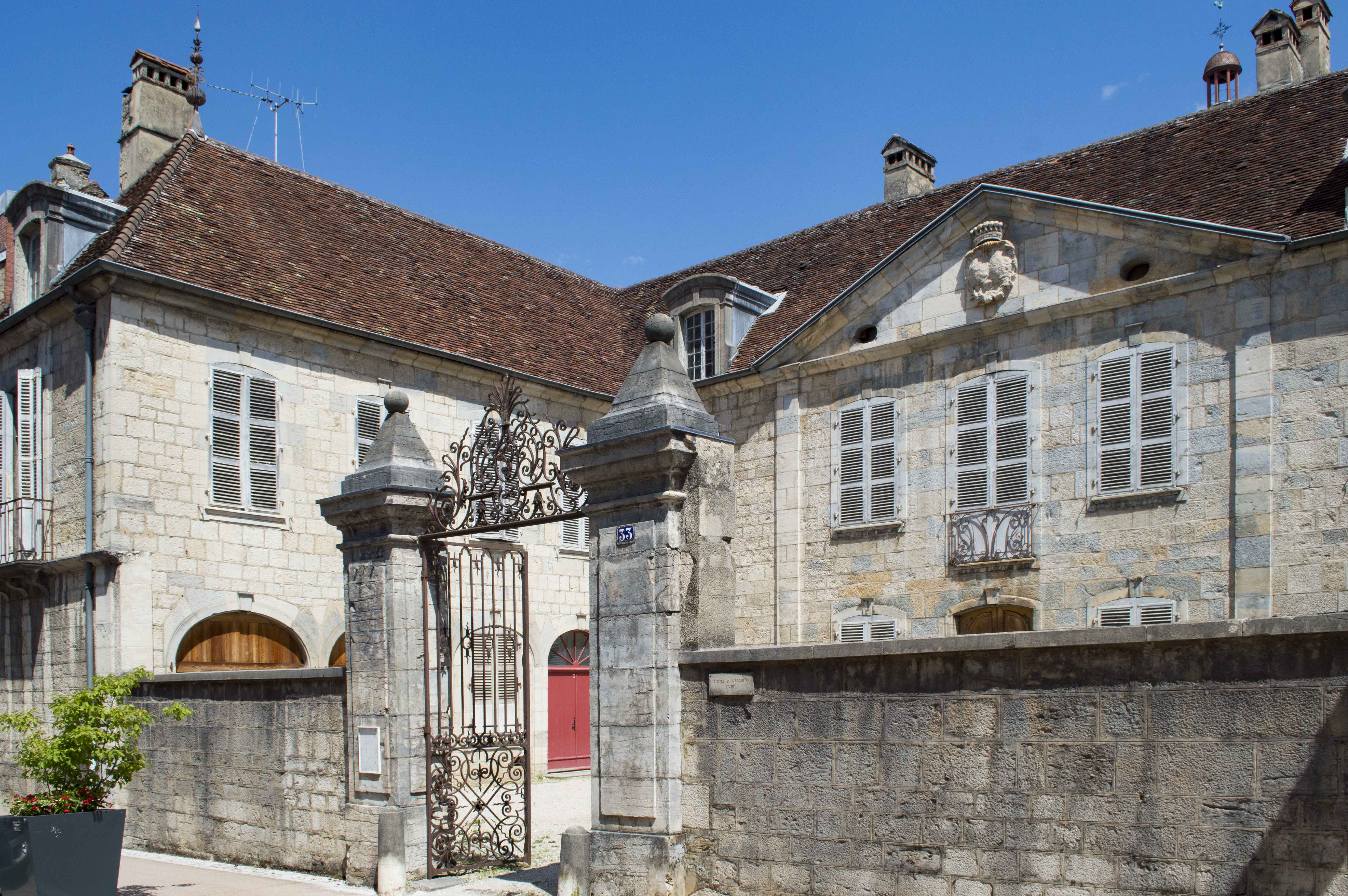
阿斯托尔格宫
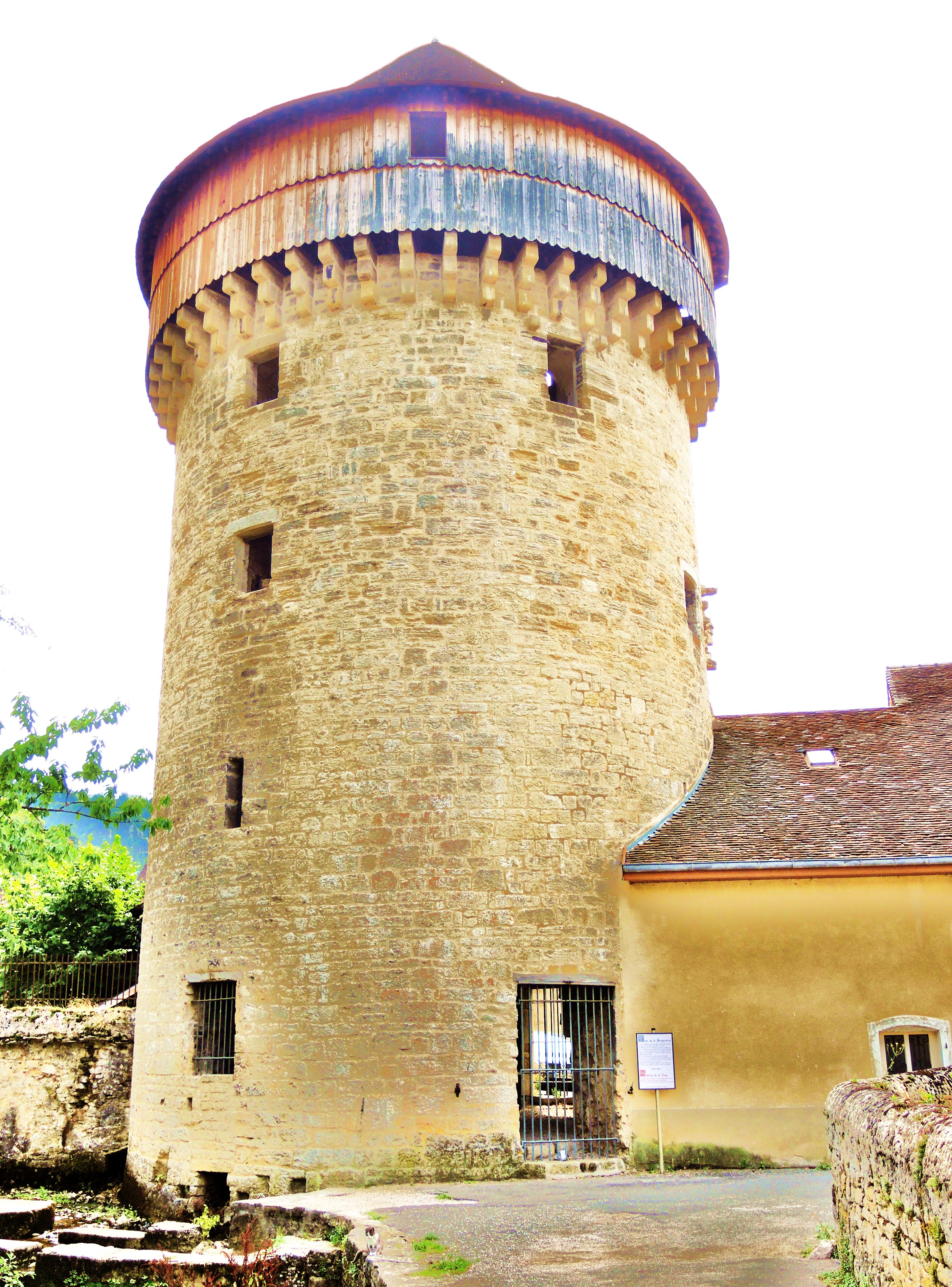
塞尔让特里塔

### 旅游
波利尼的旅游事务由其所属的阿尔布瓦-波利尼-萨兰汝拉之心市镇公共社区负责。2023年，波利尼境内共有3家酒店共计48间房间；另有1个露营地，可容纳共90辆露营车。

### 媒体
法国主要的媒体均可在波利尼接收，法国电视三台下属的勃艮第-弗朗什-孔泰大区频道在部分时段播出波利尼所在汝拉省的地方新闻。《汝拉之声》、蓝色法兰西贝桑松广播、天主教法语区广播汝拉省分台等是当地主要的地方性媒体。

## 相关人物
法兰西皇室医生雅克·夸捷、法国将军让-皮埃尔·特拉沃和化学家夏尔·索里亚出生于波利尼。

## 友好城市
截至2023年11月，波利尼共与三座城市建立了友好城市关系：
- 德国 绍普夫海姆
- 捷克 克拉托维
- 葡萄牙 阿罗卡